# Cornelio Padilla
Cornelio Agaid Padilla (* 18. Oktober 1946 in Manila; † 8. Dezember 2013 ebenda) war ein philippinischer Radrennfahrer.

## Sportliche Laufbahn
Padilla war im Straßenradsport aktiv. Er war Teilnehmer der Olympischen Sommerspiele 1964 in Tokio. Im olympischen Straßenrennen kam er auf den 98. Rang.
Im Mannschaftszeitfahren kam der Vierer der Philippinen mit Norberto Arceo, Daniel Olivares, Cornelio Padilla und Arturo Romeo auf den 29. Rang.
1964 gewann er mit erst 17 Jahren die nationale Meisterschaft im Straßenrennen. 1965 gewann er die Bronzemedaille im Straßenrennen der Asienspiele.
1966 wurde er Berufsfahrer. 1966 und 1967 siegte er im Etappenrennen Tour of Luzon, der heutigen Le Tour de Filipinas.

## Berufliches
1974 beendete er sein Jurastudium erfolgreich. Er war als Jurist und Personalmanager in verschiedenen Unternehmen tätig. Er übernahm auch verschiedenen Funktionen im nationalen Radsportverband.